# 凤阳山
凤阳山位于中国浙江省龙泉市东南50公里，属于武夷山系洞宫山脉中段。凤阳山最高峰为黄茅尖，海拔1929米，为浙江省第一高峰。凤阳山自然保护区与其南方的庆元县百山祖自然保护区相连。凤阳山境内拥有多种珍稀野生动植物，为国家级自然保护区。